# 司馬翎
司馬翎（1933年—1989年），本名吳思明，廣東汕頭市人，別署「吳樓居士」、「天心月」。當時台灣武俠小說家因為種種因素導致半途而廢、央人代筆的情況非常普遍，但司馬翎卻少有這種情形發生，寫作態度非常嚴謹。晚期在香港以「天心月」為筆名寫了幾部武俠小說。

## 生平

### 幼時
為將門之後，其父吳履遜为19路军将领，畢業於日本士官學校，抗戰時期功勛卓著，曾官拜國軍少將旅長。其母為日裔入籍者，溫良恭儉，頗有貴婦人型。籃球國手吳乙安為吳思明的同父兄長。
自幼涉獵廣泛，兼及佛、道，並雅好現代文藝，1947年全家移居香港，吳思明始進入香港新法書院就學，接受現代正規教育。吳思明從小就喜歡閱讀各類書籍，對新奇古怪的東西很有興趣，因此對於经史子集、詩詞歌賦、琴棋書畫、金石銘刻、土木建築、堪輿風水、兵法戰陣，甚至是花道、茶道及版本之學，都有所涉獵，知識學問可謂廣博。
加上父親吳履遜一生喜愛古玩字畫，還曾經在台北開古董店，為以後創作參照，舉凡其作品中提到的中國傳統文化，如詩詞曲賦、琴棋書畫、儒道墨釋、醫卜星相、典庫文物、傳說掌故……都與故事情節的開展，人物性格的刻畫，武學技巧的描寫，作品內涵的表現，息息相關，密切結合，使作品更增可看性。
吳氏對佛經、道藏也有所研究，尤其喜歡佛、道兩家的玄義妙諦，對此悟性特別高。也因此，在其小說中可以見到吳氏對我國傳統文化、雜學及儒釋道三家學說的功力。

### 求學
此外，吳思明也雅好現代文藝，故他在新舊文學上具有相當的素養。他十五歲時，開始接觸到「北派五大家」的武俠作品，其中吳思明尤酷嗜讀還珠樓主的武俠小說，甚至還曾經為了《蜀山劍俠傳》而廢寢忘食，一度中輟學業。
1957年以僑生的身分到台就讀政治大學政治系。因其對武俠小說的熱切喜愛，故於大學二年級時首次以「吳樓居士」的筆名，試作《關洛風雲錄》（一九五八年，處女作，交由真善美出版社集結出書），不料一舉成名，大受歡迎。因而他又再度休學一年，全心全意創作武俠小說，改以「司馬翎」為筆名撰寫《劍氣千幻錄》（一九五九年，於香港《真報》連載發表），獲得讀者一致好評，被視為武俠小說界的奇才、新星。
此後，吳思明將「司馬翎」及「吳樓居士」兩個筆名交叉使用，陸續寫出《劍神傳》（一九六○年，《關洛風雲錄》續篇）、《纖手馭龍》（一九六四年）、《飲馬黃河》（一九六五年）、《劍海鷹揚》（一九六六年）、《檀車俠影》（一九六八年）等多部作品，分別連載於香港、台灣的報章，非常受到海內外讀者的歡迎。

### 創作事業
大學畢業後，曾擔任過《民族晚報》記者，及《新生報》編輯，但為時都不長，他主要仍繼續致力於武俠小說的創作，作品極受當時的讀者所推崇，其早期作品如《鶴高飛》、《斷腸鏢》、《聖劍飛霜》等，才華橫溢；後期作品如《纖手馭龍》、《劍海鷹揚》、《飲馬黃河》等書，內容著重於推理、鬥智，以及以精神氣勢克敵致勝，極具趣味性、知識性及可讀性。
吳思明曾與王潛石、臥龍生、伴霞樓主等人共同籌辦《藝與文》雜誌，並以「司馬翎」之名在新出版的《藝與文》上刊登他的新作《白骨令》。
1971年以後因改行經商而一度輟筆，因生意不甚成功，故又復出，重新涉足江湖，寫作武俠小說。晚期在香港又以“天心月”為筆名寫了幾部武俠小說，如：強人系列等作品，因為受到當時蔚為風潮的古龍式新派武俠的影響，吳思明改變了其舊有的寫作風格，但是卻少有佳作，作品褒貶不一，難與其以「司馬翎」為筆名時的創作相輝映。其最後遺作－《飛羽天關》，則在其友人建議下，重拾其以往的寫作風格，可惜因現實環境的不允許，《飛羽天關》並未完成。
1989年7月中旬逝於廣東汕頭故居，時年五十六歲，其後夫人何美英旅美。他的一生，共撰寫了43部武俠小說。最後遺作為《飛羽天關》則於一九八四年出版，創作時期相當長。

## 筆名
由於吳思明全盛時期的作品多署名「司馬翎」，在久負盛譽之下，「司馬翎」這個筆名就廣為人知。久而久之，人們對其早期的「吳樓居士」及晚期的「天心月」兩個筆名，就較為淡忘了。除此之外，吳思明雖然身為香港僑生，卻被定位為台灣武俠小說家，想其原因應該是他自就讀大學起，就在台灣求學生活，而他早期和中期的武俠作品也大都是在台灣創作發行，連帶的他也幾乎都在台灣工作，可以說創作鼎盛時期的生活圈主要都在台灣，因此，很多評論家都將他定位為台灣武俠作家。

## 武功描寫
司馬翎對於武功的描寫則重在資質稟賦、氣勢、先發制人等，注重精神層面，對於任何一套武功皆有其合理的解釋，正邪武功的來源並無差異，用之正則正，用之邪則邪。
小說中的武學與俠客的心靈精神相結合，與人合而為一；而小說中比武打鬥的場面，不再形式化、公式化，司馬翎將「人」帶入其中，舉凡人的性格、情緒、智慧等都會影響著打鬥的勝負，甚至是比武打鬥勝負的關鍵，讓武俠小說中的比武打鬥更增可看性、複雜性。
司馬翎的武俠小說中所描寫到的武學原理，都可堪稱為「武藝美學」，並且還有其獨創特色。小說中所構思的武學原理與武打技巧，無論在名稱、招式、原理上，都能發掘新意，且也能感動讀者，而他對武道能講出道理，對武功的解釋合情合理，符合武學奧旨和攻守之道是其一大特色。
此外小說所提到的「心靈修煉」、「氣機感應」、「以意克敵」、「精神念力」等，據專門研究特異功能的學者、前臺大校長李嗣涔的研究，認為司馬翎成功的將人體科學的現象融入他小說的武功中。

## 影響
司馬翎作品筆法新舊交錯，尤善於運用推理手法鋪陳故事情節。在情感描寫方面，則善寫男女主人公為情所困的心理變化。成功方面首創以精神、氣勢克敵制勝的武學原理，對古龍、上官鼎、易容，蕭逸、蕭瑟、尤其是黃易等都有不小影響。

## 作品背景
司馬翎作品的歷史背景多為明代，這一方面可能是由於明代特殊的歷史環境與政經因素，另一方面則可能是長久累積下來豐富的文化資產，使得司馬翎在選擇作品背景時，較鍾情明代。
明代在我國歷史上可說是極為發達的時代，但是明朝中晚期卻是內憂外患不斷，內有宦官專權、文官傾軋，有錦衣衛、東廠、西廠、內廠殘害百官、荼毒人民，在此條件下最適合武俠的發揮，拯人民於水火，濟百姓於窮困。明朝政治敗壞、宦官弄權，環境特殊與歷來各朝各代的情形有很大的差異。外則外患不斷，北有瓦剌、東有倭寇、西有西域諸國。而且在明代之前，又有秦、漢、隋、唐、魏晉南北朝、宋、元等朝代，經過這麼多年的發展，民間社會經濟繁榮又富庶，文化豐富又多采多姿，另外又有西方國家文物傳入，可資運用的傳統文學材料增多，因此寫作的範圍、題材也增多不少。故明代較為司馬翎所鍾情。

## 作品一覽
坊間司馬翎的作品盜版、偽作甚多，因此也難以確切得知司馬翎小說的詳細數量。但經過葉洪生先生及其他許多喜愛司馬翎作品的讀者的努力下，已經慢慢釐清大部分司馬翎作品的真偽作了。
- 據林保淳和葉洪生說，司馬翎後期另有兩部連載作品未曾出版，其一為《江湖英傑集》（《中華日報》1971年10月10日－1972年2月23日共連載135集），其二為《飄花零落》（《台灣新聞報》1979年7月3日－1982年1月24日共連載505集），皆未寫完。
- 關於備註中司馬翎的作品曾以其他名稱出版的情形，主要是指大陸方面，因為司馬翎作品在大陸出版混亂故有如此多的名稱。

### 前期
- 《關洛風雲錄》：處女作，署名「吳樓居士」，《劍神》系列前傳，曾用名《達摩三劍》。1958年出版。
- 《劍氣千幻錄》：署名「司馬翎」，於香港《真報》連載發表，港版曾改名為《武林第一劍》，台灣萬象選書《十大武俠名家系列》之一，更名為《劍影留香》重新出版。1959年出版。
- 《斷腸鏢》：署名「司馬翎」，曾用名《修羅扇》。1960年2月出版。
- 《劍神傳》：署名「吳樓居士」，最初在《民族晚報》連載時，題為《鋒鏑情深》，結集出版時易以今名，《關洛風雲錄》續集篇1960年10月]]出版。
- 《仙洲劍隱》：署名「吳樓居士」，《劍神》系列外傳，文天版《八表雄風》的一到八章即是《仙洲劍隱》。
- 《白骨令》：署名「司馬翎」，在《藝與文》雜誌上連載。1960年出版。
- 《鶴高飛》：署名「吳樓居士」。曾用名《蓋世奇俠》1960年出版。
- 《金縷衣》：署名「司馬翎」，曾用名《璇璣情俠傳》、《霞彩江天》。共計〈江家老店〉、〈聲無姝艷〉、〈落花猶重〉、〈情關易入〉、〈遇奇人〉、〈君其在甕〉、〈萬里長空〉、〈風雨尋跡顯絕藝〉、〈龍虎相爭幽恨綿綿〉、〈探璇磯戰烈火〉等十個章回。
- 《八表雄風》：署名「吳樓居士」《劍神》系列後傳。同時在台北《民族晚報》和香港《真報》連載。
- 《劍膽琴魂記》：署名「司馬翎」，《聯合報》於1961年5月11日至1962年6月27日連載共411集，題名為《劍膽琴魂》。

### 中期
- 《聖劍飛霜》：署名「司馬翎」，《聯合報》於1962年6月28日至1963年12月31日共連載498集。曾用名《一皇三公》。
- 《掛劍懸情記》：署名「司馬翎」，曾用名《劍俠柔情》、《風流浪子》。
- 《帝疆爭雄記》：署名「司馬翎」，曾用名《半面艷姬》。
- 《鐵柱雲旗》：署名「司馬翎」，曾用名《古劍風情》。
- 《纖手馭龍》：署名「司馬翎」，《聯合報》於1962年3月23日至1965年11月27日共連載497集，曾用名《血印門》。
- 《飲馬黃河》：署名「司馬翎」，《中華日報》於1964年7月6日至1966年12月11日共連載878集。曾用名《風雲再起》、《雷霆刀法》。
- 《紅粉干戈》：署名「司馬翎」，曾用名《紅粉記》、《紅粉霸主》。
- 《劍海鷹揚》：代表作，署名「司馬翎」。大陸延邊版易名為《刀君劍后》，此外曾用名《劍氣揚威》、《鷹揚劍》、《浴仇記》。共計〈血洗孤城〉、〈唯我獨尊〉、〈妙計連環〉、〈江湖兒女心〉、〈刀君劍后〉、〈臥薪嘗膽〉、〈師哥雅集〉、〈劍氣揚威〉、〈慈悲為懷〉、〈超人魅力〉、〈護法之戰〉、〈君在何方〉、〈劍作風華〉、〈品花鑑古〉、〈爐邊清談〉、〈大開殺戒〉、〈豈忍卿死〉、〈且赴盛會〉、〈大敵當前〉、〈見微知著〉、〈開棺救美〉、〈身世之謎〉、〈保證得勝〉、〈俠士風範〉等二十四個章回，1966年出版。1983年7月30日起便無章回。
- 《血羽檄》：署名「司馬翎」，曾被拆為兩套，後半部名為《化血門》。《臺灣日報》於1967年2月27日至1969年7月24日共連載728集。
- 《丹鳳針》：署名「司馬翎」，曾用名《鬼堡神針》、《艷狐少俠》。
- 《金浮圖》：署名「司馬翎」，曾被拆為兩套，後半部名為《仙劍佛刀》。本書為雙線情節：一是薛陵、齊茵、韋小容；另一是金明池、紀香瓊。
- 《焚香論劍篇》：署名「吳樓居士」，曾用名《玉劍魔女》、《九劍表雄風》、《九劍混混江湖情》。
- 《檀車俠影》：署名「司馬翎」，《大眾日報》於1968年5月1日出版至1970年5月23日共連載567集。曾用名《風流大尊者》、《武林大尊者》、《霸海屠龍》。
- 《浩蕩江湖》：署名「司馬翎」，後半部14集起由雲中岳代筆。
- 《武道》：《武林風雷集》之一、二，署名「司馬翎」。大陸浙江版合為《武道胭脂劫》，延邊版易名為《胭脂劫》。本書為雙線情節：一是沈宇、艾琳；另一是厲邪、陳若嵐。
- 《獨行劍》：署名「司馬翎」，部份存疑。1971年，司馬翎因改行經商而一度輟筆三年，本書於1974年完成。本書主角多人，主要可分為三條線：一是朱濤、阮玉嬌、喬雙玉；一是夏少游、艾華、梅蕊；另一是陳仰白、甄小蘋、黃連芳。阮玉嬌與喬雙玉兩人合稱為「幻府雙嬌」。共計〈石牢難友〉、〈孤劍獨行〉、〈神通廣大〉、〈重回人間〉、〈魔高一丈〉、〈佛頭著糞〉、〈戒刀頭陀〉、〈當世奇才〉、〈十年追殺〉、〈色即是空〉、〈天魔艷舞〉、〈是真是幻〉、〈追逃兩難〉、〈真真假假〉、〈聯手拒敵〉、〈妖姬投懷〉、〈吸血金剛〉、〈水深火熱〉、〈臥雲禪師〉、〈救命之計〉、〈借刀殺人〉、〈兩雄相遇〉、〈斷手而回〉、〈步步追殺〉等二十四個章回。
- 《玉鉤斜》：署名「司馬翎」。

### 晚期
- 《白刃紅妝》：署名「司馬翎」，後半部係偽書。大陸延邊版易名為《刀影瑤姬》，曾用名《活命火狐》。
- 《情俠蕩寇誌》：署名「司馬翎」，部分存疑。《臺灣新生報》於1973年12月23日始連載，未完，出版後，後半部雲中岳代筆。大陸延邊版易名為《龍馬江湖》，曾用名《蟹行八步》、《鐵劍鷹飛》。
- 《人在江湖》：署名「司馬翎」，《中央日報》於1974年12月19日至1976年4月10日共連載458集。大陸延邊版易名為《摘星手》，曾用名《血濺流沙》。
- 《艷影俠蹤》：司馬翎只開筆寫了個頭（約兩集5萬字），後為南琪找人偽續，真品遠不及半。
- 《杜劍娘》：署名「司馬翎」，部分存疑。大陸延邊版易名為《武道》。此外曾用名《奇俠仇女》。
- 《極限》：署名「司馬翎」，港版署名「天心月」，曾用名《橫行刀》。1978年4月20日開始連載，1979年2月6日結束全文。共計〈七隻手指〉、〈刀在何處〉、〈煙雨迷霧〉、〈幕前幕後〉、〈踏破鐵鞋〉、〈十萬大軍〉、〈冥陰之旅〉、〈春歸何處〉等七個章回。
- 《迷霧》：港版署名「天心月」。另外，台北皇鼎出版於1981年5月出版的《十八郎》，其上冊即為《迷霧》、《十八郎》是下冊，為另一故事單元。1980年6月14日開始連載[11]，1980年8月19日結束全文。共計〈小小秘密〉、〈慾中殺機〉、〈風雨襄陽〉、〈寒意起初〉、〈霜風淒飛〉、〈雲雨巫山〉、〈撲朔迷離〉、〈步步春色〉、〈濃濃惆悵〉、〈無盡遺憾〉、〈人為財死〉、〈寒霜遍地〉、〈迷霧迷霧〉、等十三個章回。
- 《強人》：港版署名「天心月」，曾用名《身無彩鳳雙飛翼》[12]。1979年2月7日開始連載，1980年4月8日結束全文。共計〈大江祕聞〉、〈波光塵影〉、〈晝短夜長〉、〈漫漫長夜〉、〈明日黃花〉、〈高處風雨〉、〈歌舞驚破〉、〈肘腋之變〉、〈悲恨相續〉、〈雞犬不寧〉、〈生死未卜〉、〈我願入甕〉、〈花落誰家〉、〈狂者畸行〉、〈此事古難全〉、〈但願人長久〉、〈尾聲〉等十七個章回。
- 《挑戰》：港版署名「天心月」，曾用名《身無彩鳳雙飛翼》。
- 《驚濤》：港版署名「天心月」。1980年4月9日開始連載，1980年6月12日結束全文。共計〈暗潮洶湧〉、〈誰是釣者〉、〈一劍光寒〉、〈潮急舟橫〉等四個章回。
- 《情鑄江湖》：署名「司馬翎」，皇鼎版易名為《刀劍情深》。1980年8月20日開始連載，1981年1月8日結束全文。共計〈刀不留情〉、〈風燈搖夢〉、〈落木蕭蕭〉、〈魔毒爭鋒〉、〈誰是敵手〉、〈人面桃花〉等六個章回。
- 《浮雲俠影》：署名「天心月」。1981年1月9日開始連載，1981年3月10日結束全文。共計〈浪子與狗〉、〈浣痧溪畔〉、〈細雨春愁〉、〈儂心如綿〉、〈迫落懸崖〉、〈浪子天涯〉等六個章回。
- 《倚刀春夢》：署名「司馬翎」，港版署名「天心月」。以第一人稱女性為主角。1981年9月6日開始連載，1981年11月22日結束全文。共計〈刀緣〉、〈恨事〉、〈雷怒〉、〈晦冥〉、〈黃雀〉、〈歸去〉等六個章回。
- 《劍雨情霧》：港版署名「天心月」曾用名《劍雨情煙兩迷離》。
- 《江天暮雨劍如虹》：港版署名「天心月」曾用名《望斷雲山多少路》。
- 《飛羽天關》署名「司馬翎」，最後遺作。《聯合報》1983年8月10日至1985年2月11日共連載545集，未完，司馬翎只寫到李百靈第一次正式與血屍席荒碰面為止，此後為偽作。

### 文獻
- 陳墨. . 文化藝術. 1992.
- 葉洪生. . 聯經. 1994.
- 林保淳. . . 臺北: 台灣學生書局. 1998.
- 葉洪生; 林保淳. . 遠流. 2005.